# Friedebach (Krölpa)
Friedebach ist ein Ortsteil der Gemeinde Krölpa im thüringischen Saale-Orla-Kreis.

## Lage und Verkehrsanbindung
Friedebach ist ein etwa 2,7 Kilometer langes, sehr locker bebautes Waldhufendorf in der Heide, einem Waldgebiet im Südwesten der Saale-Elster-Sandsteinplatte. Die Kirche (angenommener Ortsmittelpunkt) liegt in etwa fünf Kilometer Luftlinien-Entfernung nordwestlich der Ortslage Krölpa. Auf der Straße sind zwischen beiden Orten wegen des Geländereliefs jedoch etwa neun Kilometer zurückzulegen. Die Hauptstraße „Am Krebsbach“ steigt vom Ortseingang bis zum Ortsausgang von etwa 245 Meter auf etwa 300 Meter über NHN. Etwa einen Kilometer südlich des Ortes liegt der Einzelhof Wüstenhofsmühle. Der Ort mit seinen nur kleinen Feld- und Weideflächen ist vollständig von Wald umgeben und wird auf seiner gesamten Länge vom Krebsbach durchflossen. Dieser Bach entspringt am Johannihut etwa fünf Kilometer von Friedebach entfernt, speist mehrere Karpfenteiche und mündet bei Zeutsch in die Saale.
Durch Friedebach verlief ursprünglich die Landesstraße 1107 Zeutsch – Langenschade – Saalfeld. Sie wurde bis 2009 aus der Trägerschaft des Landes entlassen und vom Campingplatz Wüstenhofsmühle bis Reichenbach zur Forststraße umgewidmet. Dafür wurde die Bitumendecke zu großen Teilen entfernt; Leitpfosten und Stationszeichen (ohne Straßennummer) blieben erhalten. Der Ort ist deshalb für öffentlichen Kraftfahrzeugverkehr nur noch von Norden her zugänglich. Am nördlichen Ortseingang (Straßenkreuzung Riethe) beginnt außerdem die Kreisstraße 204 nach Krölpa.
Etwa sechs Kilometer vom Ort entfernt liegt der Haltepunkt Zeutsch der Bahnstrecke Großheringen–Saalfeld.

### Nahverkehr
Im öffentlichen Nahverkehr ist Friedebach über die Haltestellen Ortseingang, Ortsmitte und Wendeschleife mit folgender Linie erreichbar:
- Bus 969 (KomBus): Friedebach – Pößneck

## Geschichte
Der Ort Friedebach wurde im Jahr 1071 erstmals urkundlich erwähnt.
Später gehörte Friedebach zum Landkreis Saalfeld im Herzogtum Sachsen-Meiningen, der im Land Thüringen bis 1952 fortbestand. In diesem Jahr wurde Friedebach dem neu gegründeten Kreis Pößneck zugeordnet, der 1994 im Saale-Orla-Kreis aufging. Trotz seiner geringen Einwohnerzahl (95 Einwohner am 31. Dezember 1990, damit drittkleinste Gemeinde des Kreises) blieb Friedebach bis Ende 1996 selbständig. Am 1. Januar 1997 wurde der Ort nach Krölpa eingemeindet.

### Einwohnerentwicklung
Entwicklung der Einwohnerzahl (Stand jeweils 31. Dezember):
| - 1910: 126 - 1933: 133 - 1939: 124 | - 1990: 95 - 1994: 272 - 1995: 190 - 1996: 200 |

 Datenquelle ab 1994: Thüringer Landesamt für Statistik

## Wirtschaft und Tourismus
In direkter Ortsnähe gibt es nur wenige Felder und Viehweiden. Dagegen werden die ausgedehnten Nadelwälder in der Umgebung forstwirtschaftlich genutzt. In den 1990er Jahren in Friedebach noch vorhandene Gaststätten und Pensionen bestehen heute (2019) nicht mehr. Nahe der Wüstenhofsmühle liegen ein nichtöffentlicher Dauercampingplatz sowie ein bewirtschafteter Angelteich.
Touristische Ziele in der Nähe sind:
- Kirche St. Nikolaus
- Wandergebiet Vordere und hintere Heide mit markierten Wegen (zum Laufen und Radfahren geeignet) und Schutzhütten
- Wüstung Töpfersdorf mit Kirchenruine
- Naturschutzgebiet Uhlstädter Heide mit Informationspunkten

## Bildergalerie

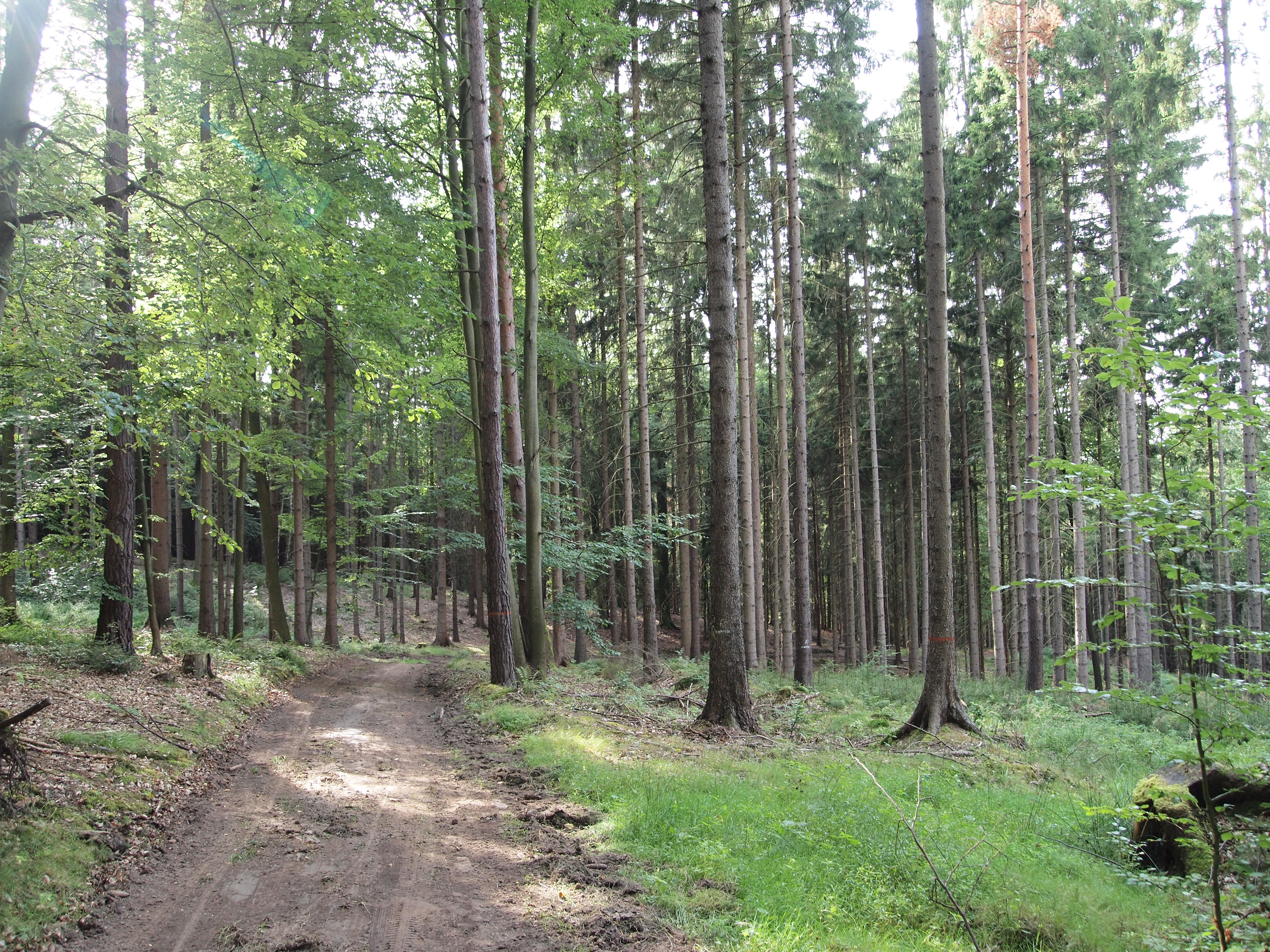
Im Forst bei Friedebach
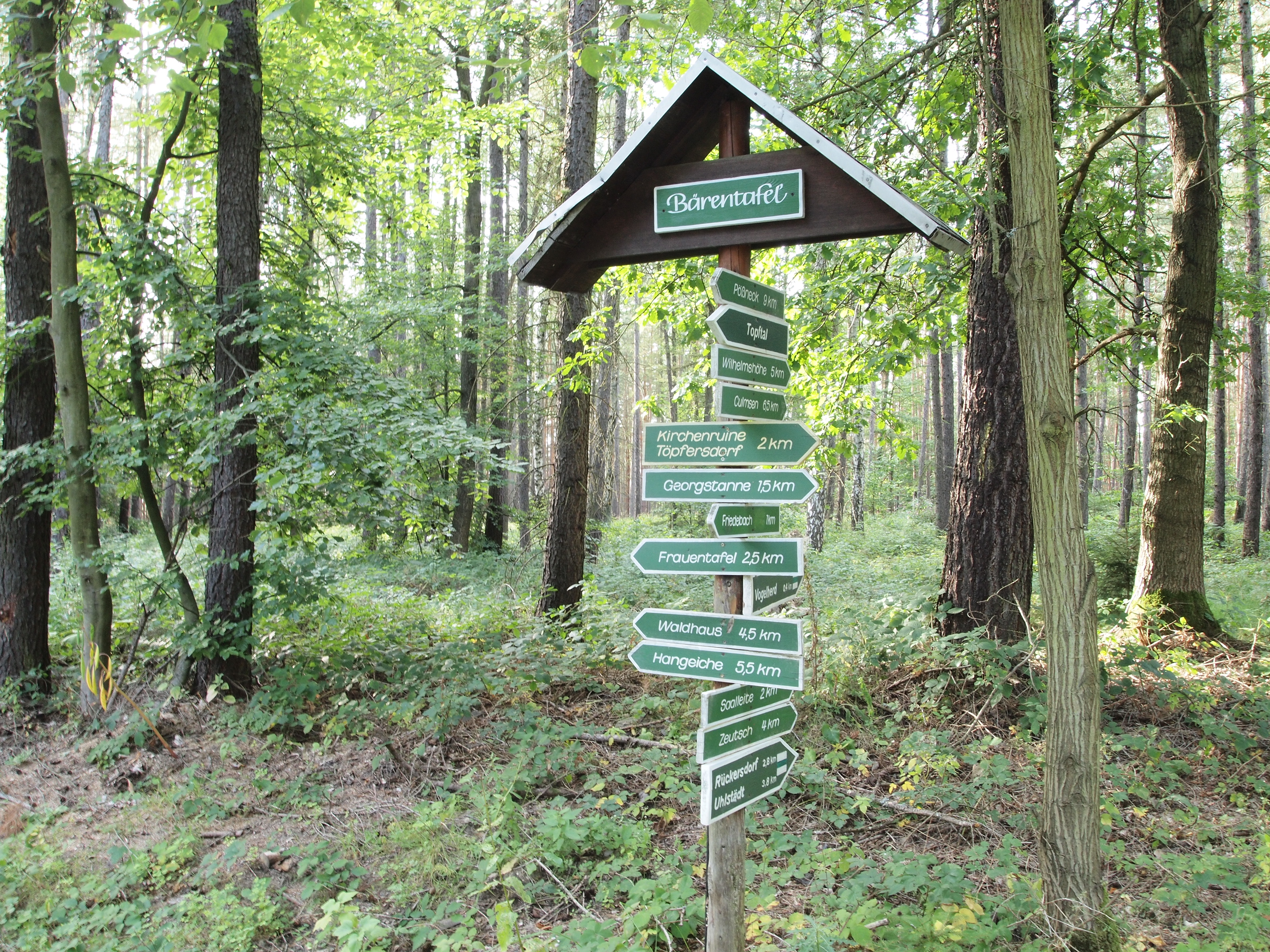
Wander-Wegweiser im Forst Friedebach
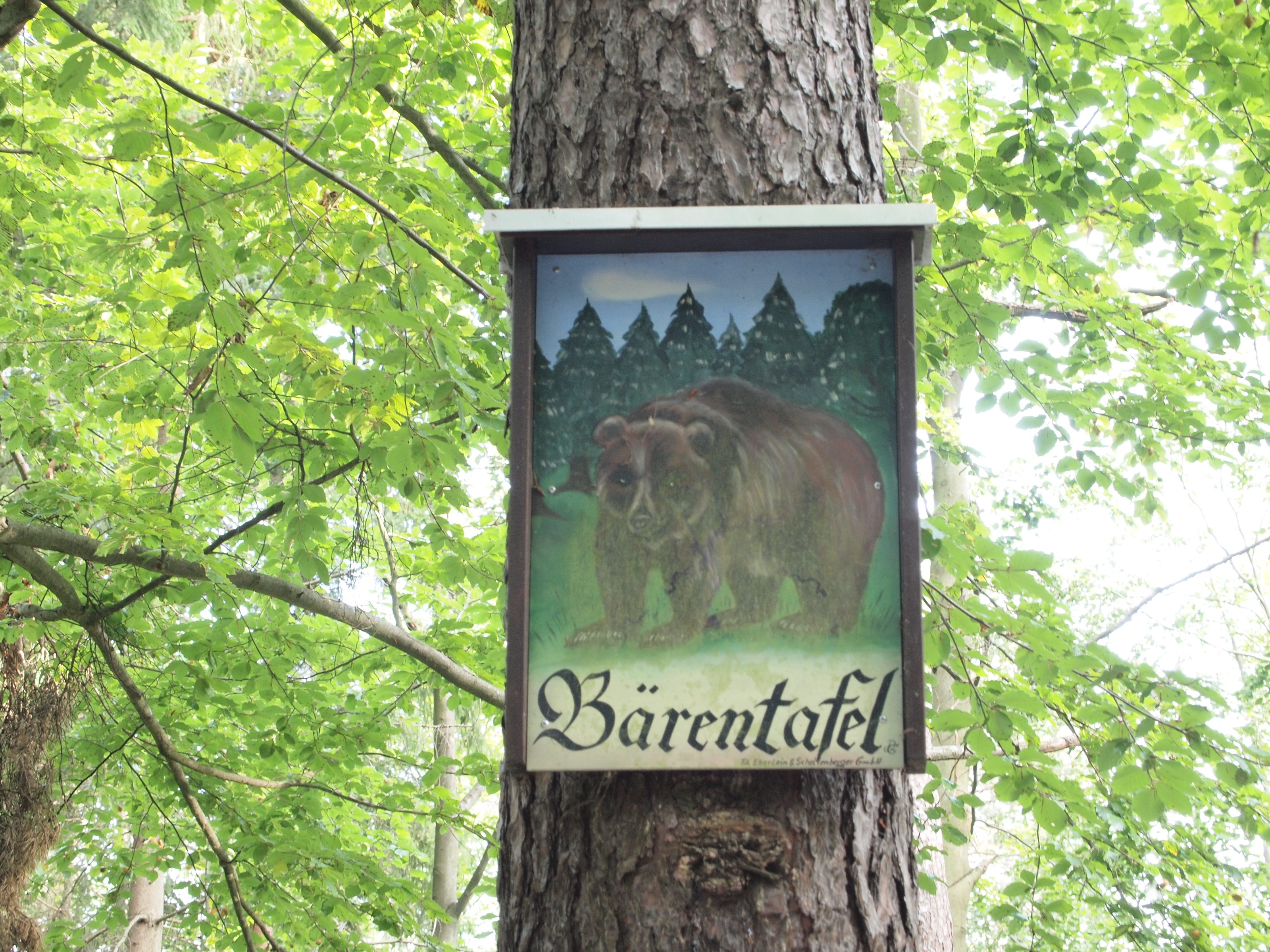
Bärentafel im Forst Friedebach
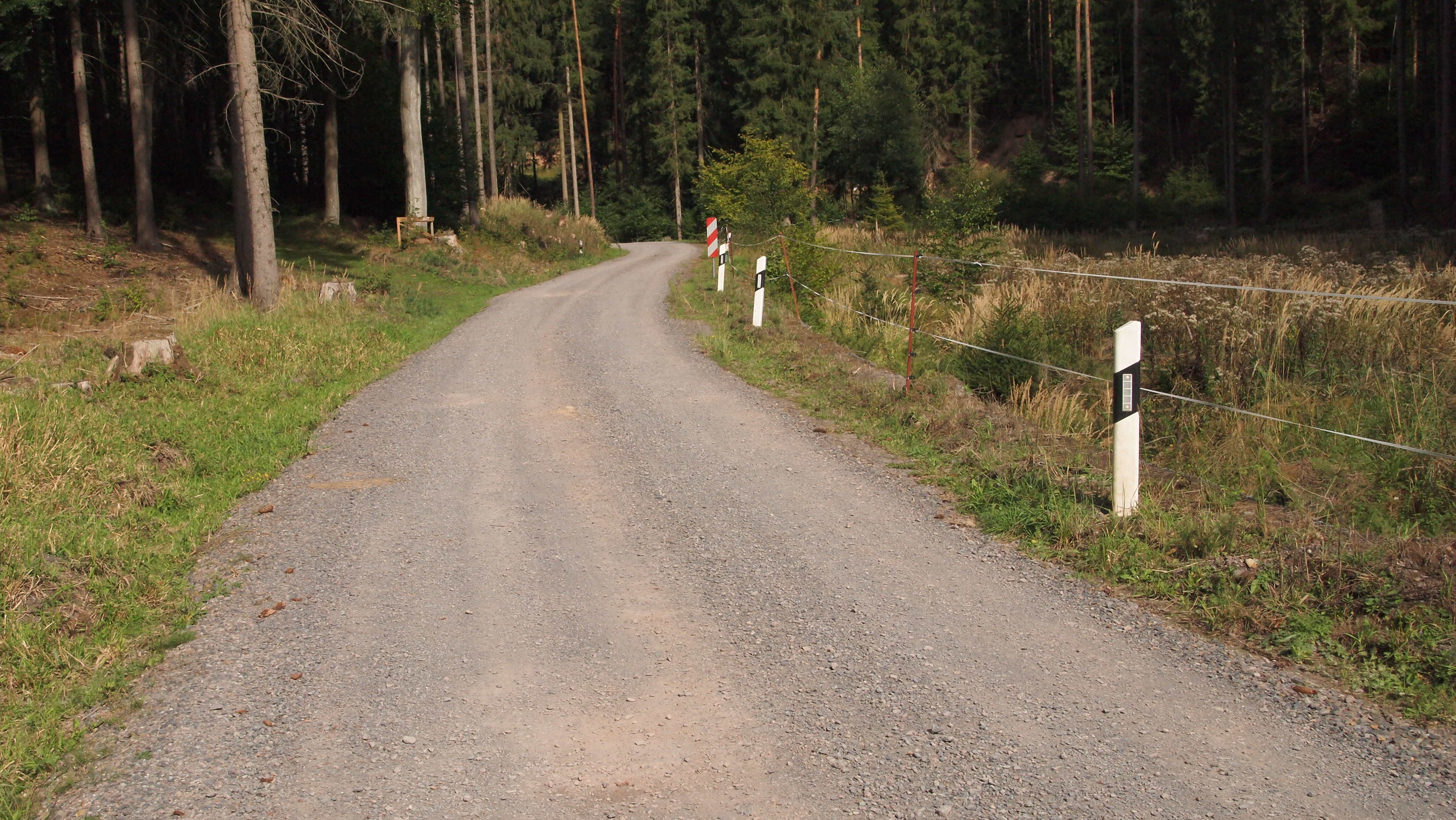
Forststraße bei Friedebach (ehemalige L 1107)
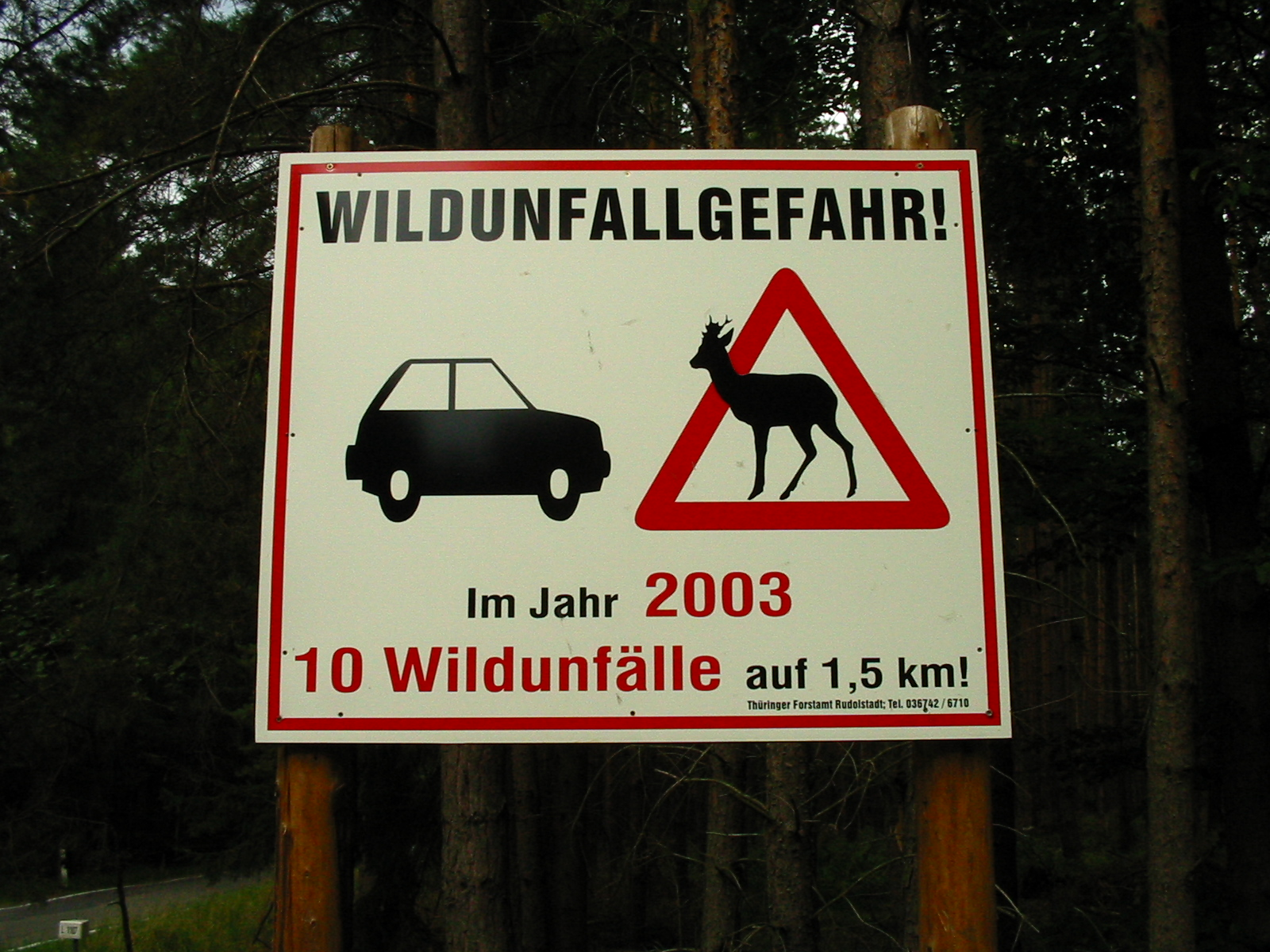
Warnung vor Wildunfällen an der L 1107 (2005)
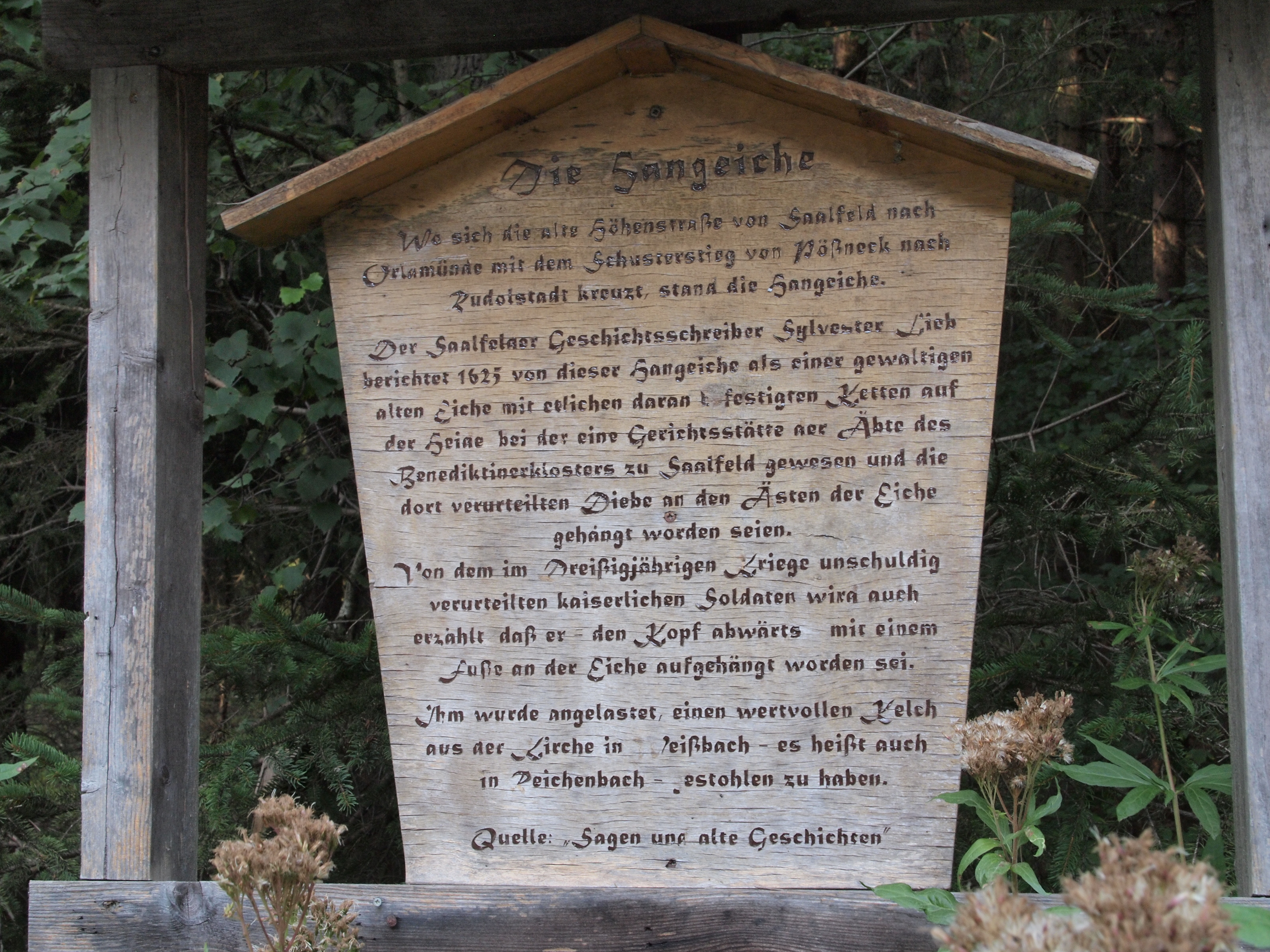
Infotafel zur Hangeiche zwischen Reichenbach und Friedebach